# Östliche Afrikawaldmaus
Die Östliche Afrikawaldmaus (Hylomyscus arcimontensis) ist ein wenig erforschtes Nagetier aus der Gattung der Afrikanischen Waldmäuse (Hylomyscus). Sie kommt in Tansania und in Malawi vor.

## Merkmale
Die Östliche Afrikawaldmaus erreicht eine Kopf-Rumpf-Länge von 75 bis 105 mm, eine Schwanzlänge von 127 und 137 mm, Ohrlängen zwischen 16 und 221 mm, eine Hinterfußlänge von 18 bis 22 mm und ein Körpergewicht von 13,5 bis 28,5 g.
Das Fell der Östlichen Afrikawaldmaus ist weich und dicht, an der Oberseite dunkelbraun und an der Unterseite scharf abgegrenzt grau-weiß, ähnlich wie bei der Berg-Afrikawaldmaus (Hylomyscus denniae). Der sehr lange Schwanz, der eine Länge von etwa 140 % der Kopf-Rumpf-Länge erreicht, ist dunkelbraun gefärbt. Er erscheint unbehaart, weist aber an der Spitze einen Haarbüschel auf. Ohren und Augen sind im Verhältnis zum Kopf groß. Der fünfte Zeh an den Hinterfüßen ist frei beweglich und fast so lang wie der zweite bis vierte Zeh. Die Weibchen haben drei Paar Brustzitzen. Die Schneidezähne sind überlappend (orthodont).

## Systematik
Die Östliche Afrikawaldmaus galt ursprünglich als Population der Berg-Afrikawaldmaus, bis die Untersuchung eines 1993 von William T. Stanley gesammelten Exemplars die Erkenntnis erbrachte, dass es sich um eine eigenständige Art handeln muss. Die wissenschaftliche Erstbeschreibung erfolgte 2005 durch Michael D. Carleton und Stanley. Die Östliche Afrikawaldmaus wird in die Artengruppe von Hylomyscus anselli eingestuft (zusammen mit H. anselli, Hylomyscus kerbispeterhansi und H. heinrichorum), von denen sie sich jedoch aufgrund morphometrischer Merkmale unterscheidet. Die Art ist monotypisch.

## Verbreitungsgebiet und Lebensraum
Die Östliche Afrikawaldmaus bewohnt Bergwälder von den Misuku Hills im Norden Malawis bis zum Mount Rungwe und dem angrenzenden Hochland im Südwesten Tansanias; ostwärts durch die Eastern Arc Mountains bis zum südlichen Pare-Gebirge im Nordosten Tansanias. Sie wurde in Höhenlagen zwischen 900 und 2410 m nachgewiesen.

## Lebensweise
Die Östliche Afrikawaldmaus ist nachtaktiv und baumbewohnend. Mehr ist über ihre Lebensweise nicht bekannt.

## Status
Die Östliche Afrikawaldmaus wurde 2017 in der Kategorie „nicht gefährdet“ (least concern) in die IUCN Red List aufgenommen. Die Art wird als häufig betrachtet, hat eine relativ weite Verbreitung und es sind keine Bedrohungen bekannt.